# Aabenraa Karrosseri
Aabenraa Karrosseri A/S var en fabrik beliggende i Aabenraa. Den blev etableret i 1930 og byggede karrosserier til Volvo-busser, men også til nogle Scania-busser, der blandt andet brugtes i Sverige af det svenske bybus-selskab Malmö Lokaltrafik.
Af modeller kan nævnes Volvo B10BLE, Volvo B10M, Volvo B10L, Volvo B12BLE, Volvo B12M og Volvo B7RLE.
Fabrikken indstillede produktionen 30. september 2004. Volvo-busser til Danmark bygges nu på f.eks. Säffle Karrosserifabrik i Sverige.